# 筑豊自動車運転免許試験場

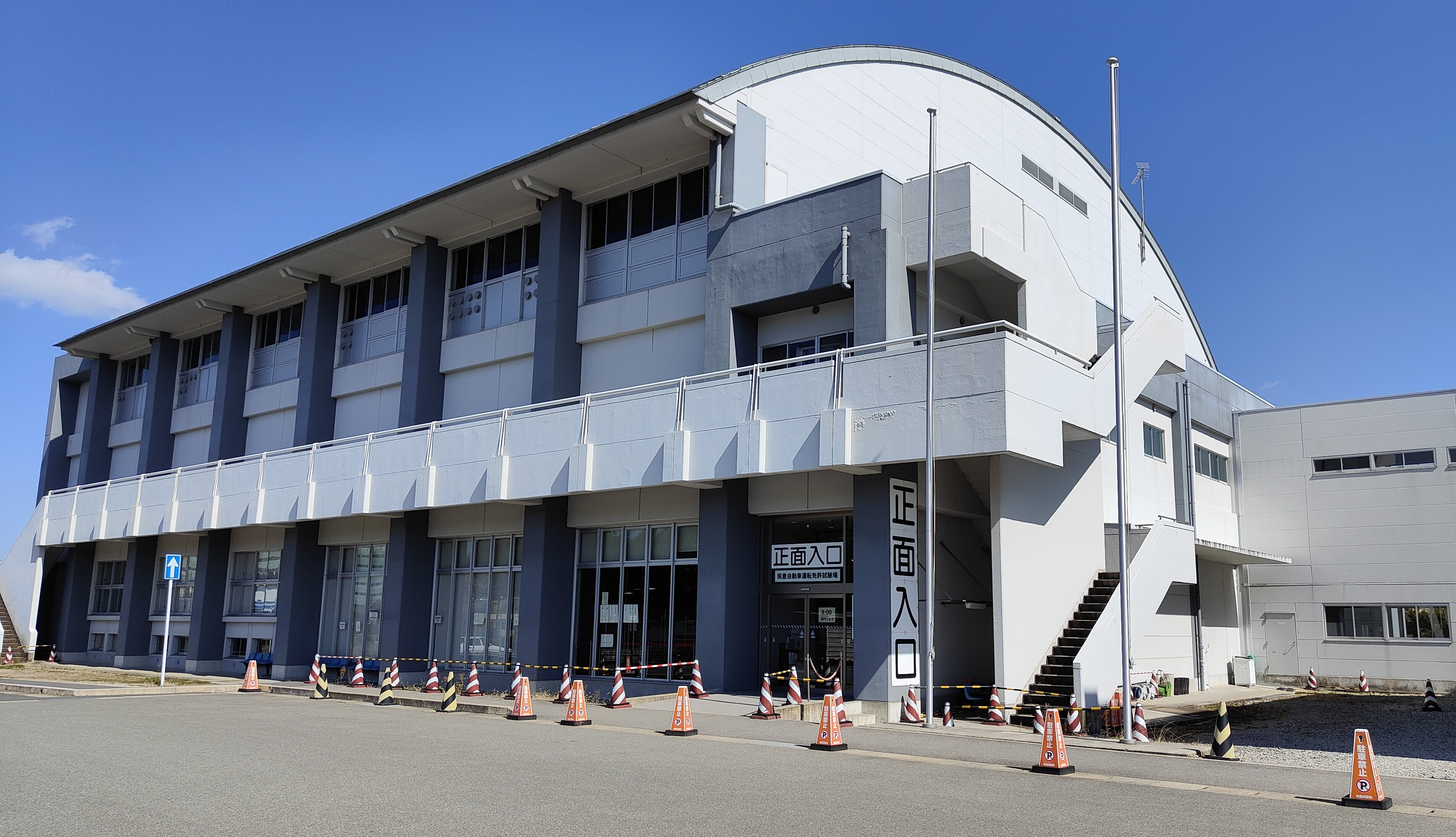
現庁舎（2023年7月）

筑豊自動車運転免許試験場（ちくほうじどうしゃうんてんめんきょしけんじょう）は、福岡県警察が管理する運転免許試験場の一つ。

## 概要
1967年、飯塚市仁保23-21にて開設。福岡県内（主に筑豊）に居住する者を対象として、各種運転免許試験、免許証その他書類の交付・更新・記載事項変更、法定講習の企画・立案（一部の実施は公安委員会指定の外部自動車学校に委託）を行う。また筑豊の人口規模から業務余力があるため、筑豊以外の地域を含めた県内全域を対象とする実技試験も実施している。なお筑豊のみ、警察署での更新手続き取次等は行っていない。
旧試験場が建設後約50年近くを経過し老朽化したことなどから、2016年3月1日より、旧嘉穂中央高校跡地の現在地に移転した（旧施設は「福岡県警車両運転訓練場」へ転用）、これに併せて福岡・北九州試験場の実車による試験・講習の業務を吸収し、免許試験実務の中核施設として運用されている。
また、福岡県安全運転学校が同一建物内に併設されており免停・取り消し等の処分者講習及び高齢者講習等が実施されている。

## 所在地
福岡県飯塚市鶴三緒1518-1